# Habenaria sylvicultrix
Habenaria sylvicultrix là một loài thực vật có hoa trong họ Lan. Loài này được Lindl. ex Kraenzl. mô tả khoa học đầu tiên năm 1892.